# Карл Роберт Щирлин
Карл Роберт Щирлин (на немски: Karl Robert Stierlin) е швейцарски хирург и ентомолог.

## Биография
Роден е през 1862 г. в Шафхаузен, Швейцария. Ученик е на проф. Крьонлайн в Цюрих, където завършва медицина през 1886 г. През 1893 г. приема поканата на Стефан Стамболов и д-р Ангел Пискюлиев да дойде на работа в София – Александровска болница. Извършва множество големи интервенции, част от които публикува през 1894 г. – „Отстраняване на голям Hydrosalpinx“, „Голям тумор на дясната седалищна област“, „Голям ехинокок в таза“, „Голям сакрален тератом“, „Тежък вроден pes equino-varus (опериран по Phelps)“. Поради завист и системни злепоставяния е проведена анкета и е уволнен. Назначен е за хирург в Клементинската болница в София. През 1897 г. е поканен да ръководи голямото хирургическо отделение във Винтертур, Швейцария. Автор е на 45 научни труда, от които 33 медицински и 12 ентомологични. Умира през 1928 г.